# Aditi Lahiri
Aditi Lahiri (* 1952 in Kalkutta, Indien) ist eine indische Sprachwissenschaftlerin an der Universität Oxford.

## Leben
Lahiri ging in Kolkata zu Schule und studierte an der Calcutta University Mathematik. An der Brown University studierte sie Englische Sprachwissenschaft (MA) und erhielt zwei Ph.D.-Grade – zunächst in Vergleichender und dann in Theoretischer Sprachwissenschaft. Nach weiteren Stationen an der University of California in Los Angeles und Santa Cruz und den Niederlanden wurde sie 1992 Professorin für Allgemeine Sprachwissenschaft an der Universität Konstanz. 2007 wurde sie von dort an die Universität Oxford berufen.

## Werk
Lahiri beschäftigt sich mit dem Sprachwandel und arbeitet auf dem Gebiet der Phonologie.

## Preise und Ehrungen
Sie erhielt 1995 den Max-Planck-Forschungspreis und 1999 den Gottfried-Wilhelm-Leibniz-Preis der Deutschen Forschungsgemeinschaft für ihre Arbeiten zur allgemeinen Sprachwissenschaft. 2007 wurde sie zum ordentlichen Mitglied der Academia Europaea gewählt. Seit 2010 ist sie Fellow der British Academy. 2020 wurde sie zum Commander des Order of the British Empire ernannt.